# Сіракава (Фукусіма)

37°7′35″ пн. ш. 140°12′39″ сх. д. / 37.12639° пн. ш. 140.21083° сх. д.
Сірака́ва (яп. 白河市, しらかわし, МФА: [ɕiɾakawa ɕi̥]) — місто в Японії, в префектурі Фукусіма.

## Короткі відомості
Розташоване в південній частині префектури. Виникло на призамкового містечка 17 століття, яким володіли самураї з роду Мацудайра. Остаточний пункт історичного Муцівського шляху. Основою економіки є хімічна промисловість та виробництво електротоварів. В місті розташовані парк Нанко та руїни Сіракавської митниці. Станом на 1 жовтня 2008 площа міста становила 305,30 км². Станом на 1 січня 2009 населення міста становило 65 412 осіб.